# Girls, Girls, Girls
Girls, Girls, Girls (с англ. — «девушки, девушки, девушки») — четвёртый студийный альбом американской глэм-метал-группы Mötley Crüe, выпущенный 15 мая 1987 года лейблом Elektra Records.

## Об альбоме
Альбом содержит хиты «Wild Side», любимый трек MTV, «Girls, Girls, Girls» и «You’re All I Need».
Это было последнее сотрудничество группы с Томом Верманом, спродюсировавшим два предыдущих: «Shout at the Devil» и «Theatre of Pain».
Как и эти альбомы, «Girls, Girls, Girls» достиг четырехкратного платинового статуса, продав более 4 миллионов копий и достигнув второго места в Billboard 200, уступив лишь альбому Уитни Хьюстон.
Альбом ознаменовал изменение в звучании в сторону блюз-рока, которое было встречено положительно.
Группа выразила свою любовь к мотоциклам, виски и вечеринкам в стриптиз-клубах. Однако также присутствуют песни и об обратной стороне жизни музыкантов: «Wild Side» повествует о разрушительном образе жизни, а «Dancing on Glass» — о героиновой зависимости Никки Сикса.
Участники группы считают, что если бы они не написали две успешные песни для этого альбома, он стал бы последним в их карьере. В то время все участники группы боролись с зависимостью от алкоголя и наркотиков.
Песни к альбому были написаны за 3 недели: с 3 по 26 сентября 1986 года.

## Список композиций
Все примечания взяты из оригинального LP.
| №   | Название                | Музыка                         | Длительность |
| --- | ----------------------- | ------------------------------ | ------------ |
| 1.  | «Wild Side»             | Никки Сикс, Томми Ли, Винс Нил | 4:40         |
| 2.  | «Girls, Girls, Girls»   | Сикс, Ли, Мик Марс             | 4:30         |
| 3.  | «Dancing on Glass»      | Сикс, Марс                     | 4:18         |
| 4.  | «Bad Boy Boogie»        | Сикс, Ли, Марс                 | 3:27         |
| 5.  | «Nona»                  | Сикс                           | 1:27         |
| 6.  | «Five Years Dead»       | Сикс                           | 3:50         |
| 7.  | «All in the Name of...» | Сикс, Нейл                     | 3:39         |
| 8.  | «Sumthin’ for Nuthin’»  | Марс                           | 4:41         |
| 9.  | «You’re All I Need»     | Ли, Сикс                       | 4:43         |
| 10. | «Jailhouse Rock» (Live) | Джерри Лейбер и Майк Столлер   | 4:39         |

| №   | Название                                        | Длительность |
| --- | ----------------------------------------------- | ------------ |
| 11. | «Girls, Girls, Girls» (инструментальная версия) | 5:38         |
| 12. | «Wild Side» (инструментальная версия)           | 4:06         |
| 13. | «Rodeo» (неизданная песня)                      | 4:14         |
| 14. | «Nona» (инструментальная демоверсия)            | 2:42         |
| 15. | «All in the Name of...» (концерт в Москве)      | 5:02         |
| 16. | «Girls, Girls, Girls» (видеоклип)               |              |

## Участники записи
Все примечания взяты из оригинального LP.
Mötley Crüe
- Винс Нил — ведущий вокал
- Мик Марс — гитара, вокал
- Никки Сикс — бас-гитара, вокал
- Томми Ли — барабаны, фортепиано, вокал

Приглашённые музыканты
- Боб Карлайл, Дэйв Амато, Джон Пёрделл, Пэт Торпи, Филлис Сент Джеймс, Томми Фандербёрк - бэк-вокал

Производство
- Том Верман — продюсер
- Дуэйн Барон — инженер, микширование
- Ричард Маккернон, Росс Хогарт, Тоби Райт — помощники инженеров
- Боб Людвиг — мастеринг в Masterdisk, Нью-Йорк
- Стивен Иннокенти — мастеринг компакт-дисков

## Позиции в чартах
| Чарт (1987)                                  | Позиция |
| -------------------------------------------- | ------- |
| Australian Albums (Kent Music Report)        | 23      |
| Канада (RPM Top Albums/CDs)                  | 4       |
| Finnish Albums (The Official Finnish Charts) | 3       |
| Германия (Offizielle Top 100)                | 46      |
| Норвегия (VG-lista)                          | 8       |
| Новая Зеландия (RMNZ)                        | 43      |
| Швеция (Sverigetopplistan)                   | 7       |
| Швейцария (Schweizer Hitparade)              | 13      |
| Великобритания (UK Albums Chart)             | 14      |
| США (Billboard 200)                          | 2       |